# Operation Tinderbox
Die Operation Tinderbox war eine Serie von 15 US-amerikanischen Kernwaffentests, die 1979 und 1980 auf der Nevada Test Site in Nevada durchgeführt wurden.

## Die einzelnen Tests der Tinderbox-Serie
| #  | Bombe      | Datum / Zeit (GMT)           | Testgelände | Testart | Sprengkraft   | Anmerkungen |
| -- | ---------- | ---------------------------- | ----------- | ------- | ------------- | ----------- |
| 1  | Backgammon | 29. November 1979 15:00 Uhr  | Area 3jh    | Schacht | < 20 kT       |             |
| 2  | Azul       | 14. Dezember 1979 18:00 Uhr  | Area 2em    | Schacht | < 20 kT       |             |
| 3  | Tarko      | 28. Februar 1980 15:00 Uhr   | Area 2fd    | Schacht | < 20 kT       |             |
| 4  | Norbo      | 8. März 1980 15:35 Uhr       | Area 8c     | Schacht | < 20 kT       |             |
| 5  | Liptauer   | 3. April 1980 14:00 Uhr      | Area 2eh    | Schacht | 20 bis 150 kT |             |
| 6  | Pyramid    | 16. April 1980 20:00 Uhr     | Area 7be    | Schacht | 20 bis 150 kT |             |
| 7  | Colwick    | 26. April 1980 17:00 Uhr     | Area 20ac   | Schacht | 20 bis 150 kT |             |
| 8  | Canfield   | 2. Mai 1980 18:46 Uhr        | Area 3kx    | Schacht | < 20 kT       |             |
| 9  | Flora      | 22. Mai 1980 13:00 Uhr       | Area 3lg    | Schacht | < 20 kT       |             |
| 10 | Kash       | 12. Juni 1980 17:15 Uhr      | Area 20af   | Schacht | 20 bis 150 kT |             |
| 11 | Huron King | 24. Juni 1980 15:10 Uhr      | Area 3ky    | Schacht | < 20 kT       |             |
| 12 | Tafi       | 25. Juli 1980 19:05 Uhr      | Area 20ae   | Schacht | 20 bis 150 kT |             |
| 13 | Verdello   | 31. Juli 1980 18:19 Uhr      | Area 3ku    | Schacht | < 20 kT       |             |
| 14 | Bonarda    | 25. September 1980 14:45 Uhr | Area 3gv    | Schacht | 20 bis 150 kT |             |
| 15 | Riola      | 25. September 1980 15:26 Uhr | Area 2eq    | Schacht | 1,07 kT       |             |